# محمدحسین اکبری
محمد حسین اکبری (انگلیسی: Mohammad Hossein Akbari؛ زاده ۸ آوریل ۱۹۵۰) یک تنیس‌باز اهل ایران است.